# 황하나
황하나(1988년 4월 23일 ~ )는 2006년 미스코리아 LA 진(眞) 출신의 배우이다.

## 같이 보기
- 2006년 미스코리아
- 미스코리아 해외 지역 대회